# Alan Taylor (Historiker)

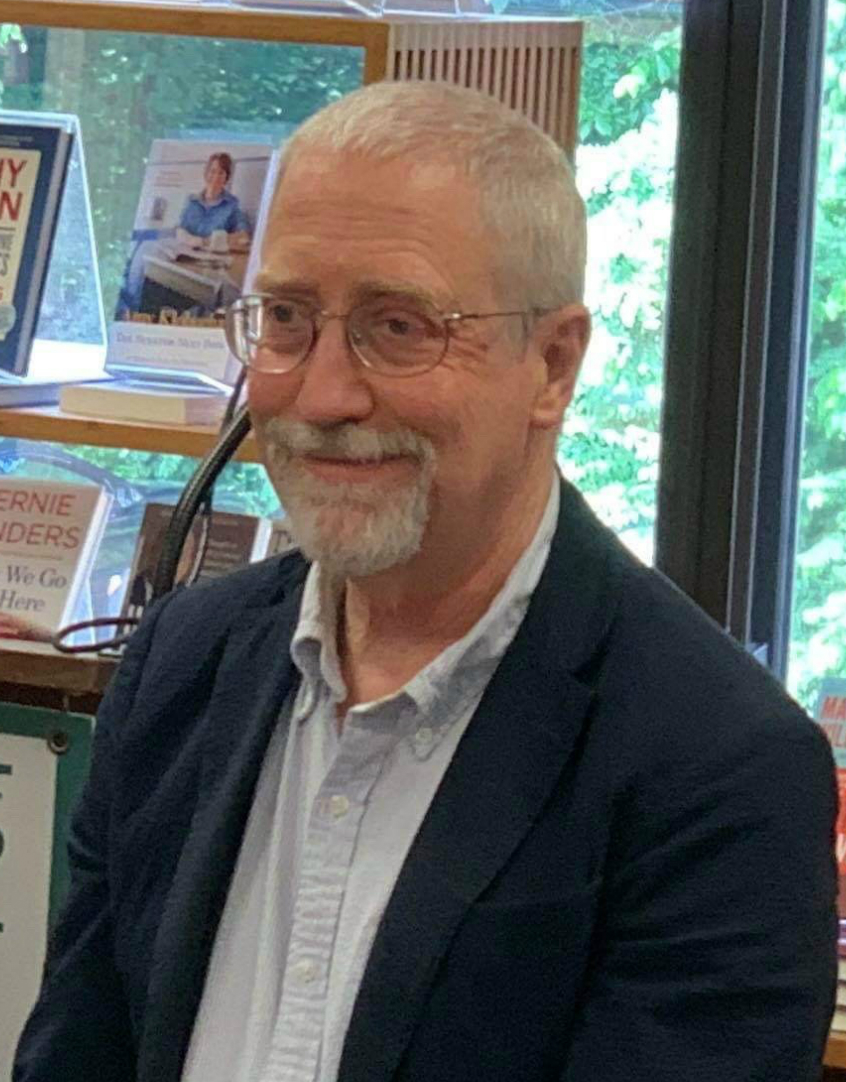
Alan Taylor, 2019

Alan S. Taylor (* 17. Juni 1955 in Portland, Maine) ist ein US-amerikanischer Historiker. Sein Forschungsschwerpunkt liegt auf der Kolonialgeschichte Nordamerikas, der Amerikanischen Revolution, der jungen Republik, der Prä-Konföderationsphase Kanadas und der Geschichte des Westens der Vereinigten Staaten.

## Leben
Taylor studierte am Colby College in Waterville, Maine und erhielt dort 1977 einen Bachelor of Arts in Geschichte. Nach einem Forschungsaufenthalt von 1977 bis 1979 auf den Amerikanischen Jungferninseln um die dortige Denkmalpflege zu untersuchen, setzte Taylor sein Studium an der Brandeis University. 1986 erfolgte seine Promotion zum Ph.D. Anschließend war er als Postdoktorand am Institute of Early American History and Culture in Williamsburg, Virginia. Von 1987 bis 1994 lehrte er am Department of History der Boston University. 1994 wechselte er an die University of California, Davis, wo er bis 2014 als Professor lehrte. Seit 2014 hat er den Lehrstuhl Thomas Jefferson Chair in American History an der University of Virginia inne.
2010 war Taylor Douglas Southall Freeman Visiting Professor an der University of Richmond. 2016 war er Harold Vyvyan Harmsworth Visiting Professor of American History am Rothermere American Institute der University of Oxford.
Taylors Bücher wurden mehrfach ausgezeichnet, unter anderem mehrfach mit dem Pulitzer-Preis. So gewann sein Buch William Cooper’s Town: Power and Persuasion on the Frontier of the Early Republic den Pulitzer-Preis für Geschichte, den Bancroft-Preis der Columbia University, den Manuscript Award der New York State Historical Association, den Book Prize der Society for Historians of the  Early American Republic und den Albert J. Beveridge Award der American Historical Association. Sein Buch American Colonies gewann 2002 bei den California Book Awards des Commonwealth Club of California die Goldmedaille in der Kategorie Sachbuch. Sein Buch The Divided Ground: Indians, Settlers, and the Northern Borderland of the American Revolution gewann 2007 den Book Prize der Society for Historians of the  Early American Republic. Für The Internal Enemy: Slavery and War in Virginia, 1772–1832 gewann Taylor seinen zweiten Pulitzer-Preis für Geschichte, sowie den Merle Curti Award der Organization of American Historians in der Kategorie Social History.
2016 wurde Taylor in die American Academy of Arts and Sciences gewählt, 2020 in die American Philosophical Society.

## Veröffentlichungen (Auswahl)
- Liberty Men and Great Proprietors: The Revolutionary Settlement on the Maine Frontier, 1760–1820. University of North Carolina Press, Chapel Hill 1990
- William Cooper’s Town: Power and Persuasion on the Frontier of the Early Republic. Alfred A. Knopf, Inc. New York 1996
- American Colonies. Viking-Penguin, New York 2001; Allan Lane-Penguin, London 2002, ISBN 0-7139-9588-2
- (Hrsg.): Lewis & Clark: Journey to Another America. Missouri Historical Society Press, St. Louis 2003
- Writing Early American History. University of Pennsylvania Press, Philadelphia 2005
- The Divided Ground: Indians, Settlers, and the Northern Borderland of the American Revolution. Alfred A. Knopf, New York 2006
- The Civil War of 1812: American Citizens, British Subjects, Irish Rebels, & Indian Allies. Alfred A. Knopf, New York 2010
- The Internal Enemy: Slavery and War in Virginia, 1772–1832. W. W. Norton & Company, New York 2013
- American Revolutions: A Continental History, 1750–1804. W. W. Norton & Company, NY 2016
- American Republics: A Continental History of the United States, 1783-1850.  W. W. Norton & Company, New York 2021, ISBN 978-1-324-00579-7.
- American Civil Wars: A Continental History, 1850-1873. W. W. Norton, New York 2024, ISBN 978-1-324-03528-2.